# Villadia acuta
Villadia acuta es una especie de la familia de las crasuláceas, comúnmente llamadas, siemprevivas, conchitas o flor de piedra (Crassulaceae), dentro del orden Saxifragales en lo que comúnmente llamamos plantas dicotiledóneas, aunque hoy en día se agrupan dentro de Magnoliopsida. El nombre del género fue dado en honor al Dr. Manuel Villada (1841 – 1924), quien fuera médico, botánico y editó de la revistas “La Naturaleza”, la especie V. acuta, hace referencia a las puntas agudas de sus hojas.

## Clasificación y descripción
Planta de la familia Crassulaceae. Planta glabra, perenne con raíces tuberosas; hojas lanceoladas, agudas, finamente papilosas en el ápice, de 5-10 mm de largo; tallos florales de 1-3 dm de alto que después de florecer mueren parcialmente dejando tallos de 15 cm; hojas del tallo floral agudas, de 1-2 cm de largo. Inflorescencia en espiga densa o tirso, de 3-10 cm de altura, flores sésiles, sépalos ascendentes a extendidos, lanceolados, agudos, de 3.5-4 mm de largo; corola blanca de 7.5 mm de largo, tubo de 3.5-4 mm de largo; ovario delgado, estilo de 1.5-2 mm de largo. Cromosomas n=16.

## Distribución
La especie es endémica de San Luis Potosí, México.
Localidad tipo: San Luis Potosí: Pico el Agujón, Sierra de la Equiteria; Sierra al SO de Río Verde.

## Hábitat
No se tienen datos exactos, se infiere vegetación desértica. 

## Estado de conservación
No se encuentra catalogada bajo algún estatus o categoría de conservación, ya sea nacional o internacional.